# Il 13º uomo
Il 13° uomo (Un homme de trop) è un film del 1967 diretto da Costa-Gavras.

## Trama
Seconda guerra mondiale, nelle Cevenne al Forte di Sarlande, un gruppo di partigiani libera dodici prigionieri politici condannati a morte dai tedeschi; ma tra questi vi è un tredicesimo che i partigiani non riescono ad identificare. Potrebbe essere un prigioniero come gli altri oppure una spia introdotta?